# Bavorská dynastie

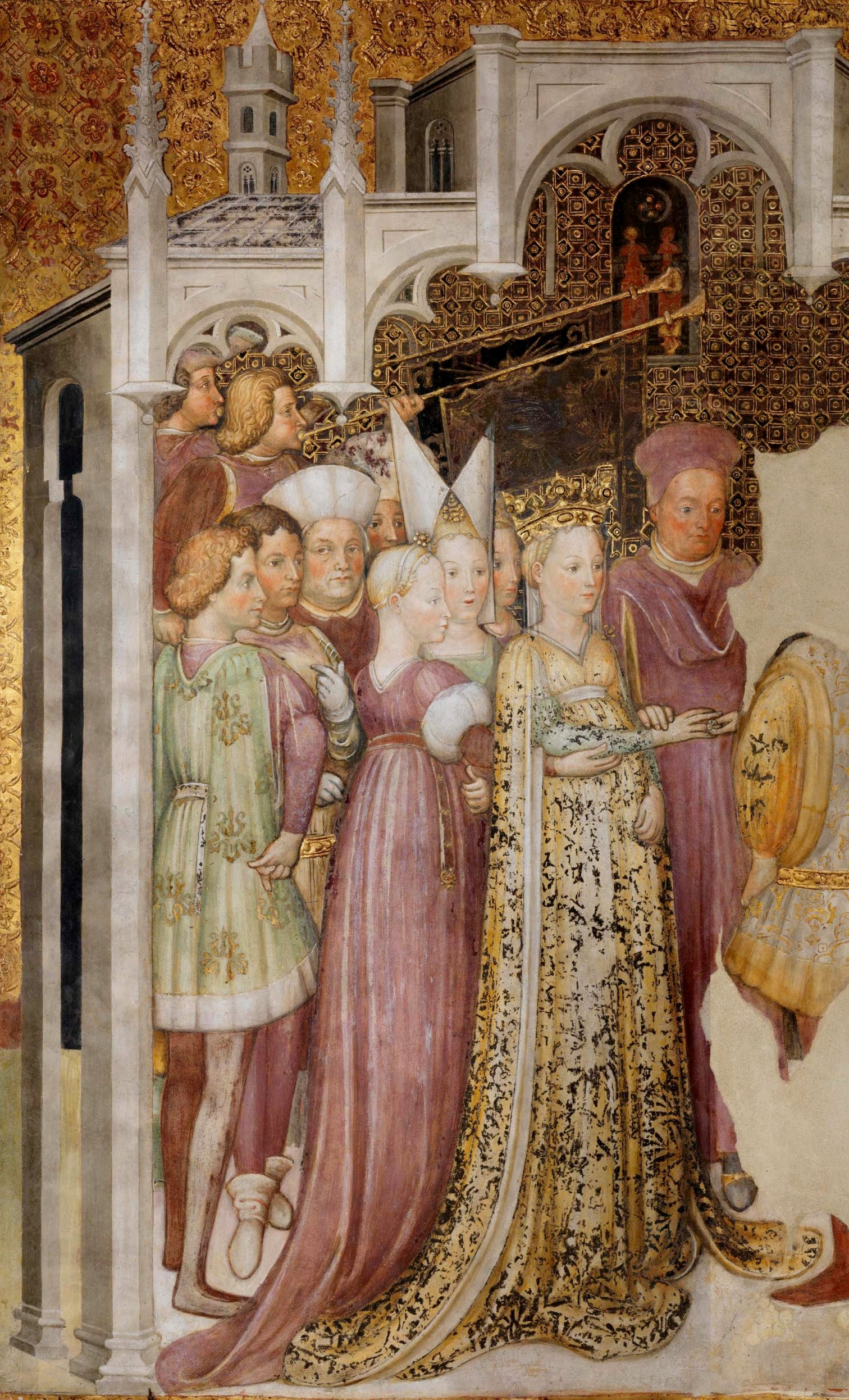
Theodelinda, královna Lombardů, si bere Agilulfa, turínského vévodu (detail) - Fratelli Zavattari, 1444

Bavorská dynastie byla šlechtická rodina vládnoucí ve druhé polovině 7. století jako langobardští králové. Tito králové byli potomky Garibalda I. Bavorského, vévody bavorského z rodu Agilofingů. Vládu nad langobardským královstvím získali sňatkem Garibaldovy dcery Theodelindy s langobardským králem Autharim v roce 588.
Bavorská dynastie pocházela z rodu Agilolfingů, která se rozdělila na dvě větve. První větev pocházela od Theodelindy nejstaršího potomka Garibalda. Druhá větev vyšla od Gundoalda nejstaršího syna Garibalda. Z první větve vládl Langobardskému království, pouze Adaloald, syn Theodelindy a jejího druhého manžela Agilulfa. Z Theolindiny větve vládl ještě její zeť Arioald, který se oženil s její dcerou Gundebergou. Z druhé větve, pocházející od Gundoalda vládlo šest (resp. sedm) králů v řadě, přerušené pouze uzurpátorem Grimoaldem, který se oženil s Gundoaldovou vnučkou.
- Aripert I. (653–661), syn Gundoalda
- Godepert (661–662), nejstarší syn Gundoalda, vládl společně s Bertharim
- Berthari (661–662, 672–688), druhý nejstarší syn Gundoalda, vládl společně s Godepertem (661–662)
- Cunipert (688–700), syn Berthariho
- Liutpert (700–701), syn Cuniperta
- Raginpert (701), syn Godeperta
- Aripert II. (701–712), syn Raginperta